# 史珥 (乾隆進士)
史珥（1709年—1775年），字师戬，号汇东，江西鄱阳人，清朝政治人物。同进士出身。

## 生平
乾隆十二年（1747年）乡试中举。乾隆十九年（1754年）登进士，授吏部主事。著有《鄱郡史事考》、《续瓦屑泠考》、《汇东手谈》、《四史剿说》。